# تشارلز هنري غود
تشارلز هنري غود هو مسير أعمال وتاجر وسياسي أسترالي، ولد في 26 مايو 1827 في هيرفوردشير في المملكة المتحدة، وتوفي في 5 فبراير 1922 في أديلايد في أستراليا. انتخب عضو المجلس النيابي لجنوب أستراليا ‏ عن دائرة Electoral district of East Torrens ‏ وقد انضم خلال فترته النيابية (1 مارس 1865 – 22 نوفمبر 1866) للكتلة البرلمانية مستقل.